# Piptatherum miliaceum subsp. thomasii
Piptatherum miliaceum subsp. thomasii é uma subespécie de planta com flor pertencente à família Poaceae. 
A autoridade científica da subespécie é (Duby) Freitag, tendo sido publicada em Notes from the Royal Botanic Garden, Edinburgh 33(3): 363. 1975.
O seu nome comum é talha-dente.

## Portugal
Trata-se de uma subespécie presente no território português, nomeadamente em Portugal Continental.
Em termos de naturalidade é nativa da região atrás indicada.

## Protecção
Não se encontra protegida por legislação portuguesa ou da Comunidade Europeia.